# Цельошка
Цельошка (пол. Cieloszka) — село в Польщі, у гміні Турошль Кольненського повіту Підляського воєводства.
Населення — 394 особи (2011).
У 1975-1998 роках село належало до Ломжинського воєводства.

## Демографія
Демографічна структура станом на 31 березня 2011 року:
|          | Загалом | Допрацездатний вік | Працездатний вік | Постпрацездатний вік |
| -------- | ------- | ------------------ | ---------------- | -------------------- |
| Чоловіки | 201     | 43                 | 132              | 26                   |
| Жінки    | 193     | 43                 | 98               | 52                   |
| Разом    | 394     | 86                 | 230              | 78                   |